# Thirty-Three
"Thirty-Three" är en låt och singel av det amerikanska alternativa rockbandet The Smashing Pumpkins, låten är det 17 spåret på skivan Mellon Collie and the Infinite Sadness, och släpptes som singel den 11 november 1996.

## Låtlistor och format
Alla låtar skrivna av Billy Corgan om inget annat anges.
Amerikansk CD-singel
1. "Thirty Three" - 4:09
2. "The Last Son"  – 3:55
3. "The Aeroplane Flies High (Turns Left, Looks Right)" – 8:31
4. "Transformer"  – 3:25

Brittisk CD-singel
1. "Thirty Three" - 4:09
2. "The Bells" (James Iha) – 2:17
3. "My Blue Heaven" (George Whiting/Walter Donaldson) – 3:20

CD-singel från The Aeroplane Flies High-samlingsboxen
1. "Thirty Three" - 4:09
2. "The Last Song" – 3:55
3. "The Aeroplane Flies High (Turns Left, Looks Right)" – 8:31
4. "Transformer" 3:25
5. "The Bells" (James Iha) – 2:17
6. "My Blue Heaven" (George Whiting/Walter Donaldson) – 3:20

## Medverkande
- Billy Corgan – sång, gitarr
- James Iha – gitarr
- D'arcy Wretzky – bas
- Jimmy Chamberlin – trummor